# IMAM Ro.63
El IMAM Ro.63 fue un avión STOL italiano diseñado para el reconocimiento de corto alcance y el transporte ligero, durante la Segunda Guerra Mundial.

## Diseño y desarrollo

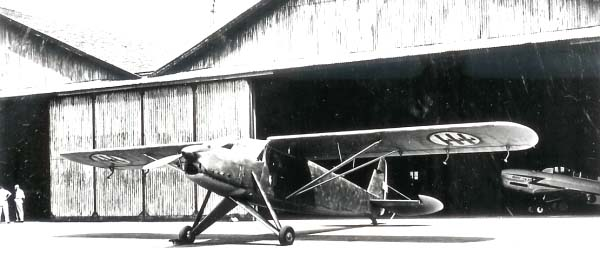
Vista tres cuartos izquierda del Ro.63.

El interés por los aviones STOL aumentó con la compra del Fieseler Fi 156 Storch por Alemania, y, en junio de 1939, la Regia Aeronautica solicitó a las compañías aeronáuticas italianas que diseñaran una máquina similar.
El IMAM Ro.63 era de construcción mixta, usándose madera, tela y metal para el fuselaje y las alas. Voló por primera vez en junio de 1940, justo en el estallido de la Segunda Guerra Mundial. Compitió contra otros aviones italianos, pero se mostró claramente superior.
Poseía capacidades STOL similares a las del Fi 156, pero el mayor fuselaje acomodaba hasta cuatro personas, y las alas llevaban más combustible. El motor Hirth HM 508 de 190 kW (250 hp) y la hélice de velocidad constante ayudaban a darle una velocidad máxima de 240 km/h y casi 1000 km de alcance. Sin embargo, no había armamento defensivo, mientras que el Fi 156 dispuso del mismo de la versión C en adelante.
El avión, diseñado por Giovanni Galasso, y probado por Aldo Ligabò, podría haber sido un éxito, pero aunque se ordenaron 150 ejemplares, solo se produjeron seis aparatos desde mitad de 1940 a 1941, debido a la escasez de motores disponibles, fracasando la industria italiana en producir suficientes y adecuados motores Isotta Fraschini Beta.
El Ro.63 era una máquina viable que no fue puesta en producción en cantidades significativas (prácticamente solo una serie de preproducción), a pesar de que el desarrollo fue completado en la preguerra. Acabaron condenados por la falta de motores de construcción italiana. Las prestaciones eran mejores que las del Fi 156, con velocidad y autonomía superiores, y solo capacidades STOL ligeramente inferiores. Esto se debía al motor más potente y a la hélice de dos velocidades.

## Historia operacional

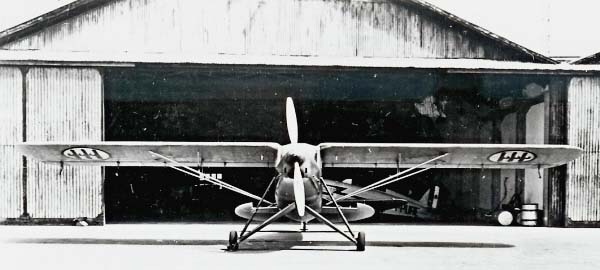
Vista frontal del Ro.63.

El avión fue desplegado en la Campaña en África del Norte, junto con 30 Fieseler Fi 156 importados de Alemania, que incluso así eran insuficientes para reemplazar a los IMAM Ro.37 y aviones de reconocimiento más antiguos. En 1943, tras dos años de duro servicio, solo sobrevivía un Ro.63. En 1948 se propuso reiniciar la producción, pero la falta de capacidad y datos del avión significaron que el proyecto fuera finalmente abandonado.

### Otros aviones STOL

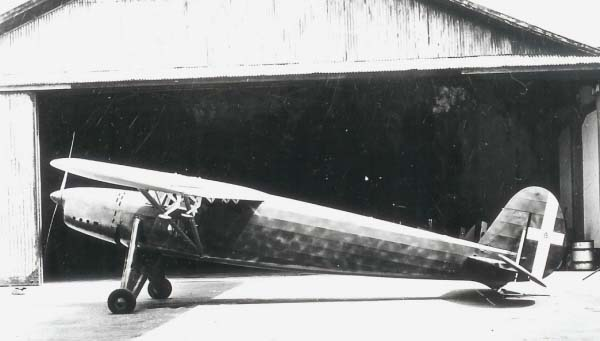
Vista lateral del Ro.63.

Otros aviones STOL de la misma competición que el Ro.63 incluían el AVIS C.4 y el Caproni GDL. El AVIS C.4 tenía buenas prestaciones, pero sufría de pobres características de vuelo. El Caproni GDL no fue completado.

## Operadores
Italia
- Regia Aeronautica

## Especificaciones (Ro.63)
Referencia datos: Italian Civil and Military aircraft 1930–1945

### Características generales
- Tripulación: Uno (piloto)
- Capacidad: Uno-dos pasajeros
- Longitud: 9,6 m (31,5 ft)
- Envergadura: 13,5 m (44,3 ft)
- Altura: 2,4 m (7,7 ft)
- Peso cargado: 1058 kg (2331,8 lb)
- Peso máximo al despegue: 1482 kg (3266,3 lb)
- Planta motriz: 1× motor lineal V8 invertido refrigerado por aire Hirth HM 508D.
  - Potencia: 190 kW (262 HP; 258 CV)
- Hélices: Bipala metálica

### Rendimiento
- Velocidad máxima operativa (Vno): 203 km/h (126 MPH; 110 kt)
- Alcance: 900 km (486 nmi; 559 mi)

## Aeronaves relacionadas

### Aeronaves similares
- Fieseler Fi 156
- Taylorcraft L-2
- AVIS C.4
- Kobeseiko Te-Gō
- Kokusai Ki-76
- Westland Lysander

### Secuencias de designación
- Secuencia Ro._ (interna de IMAM): ← Ro.51 - Ro.57 - Ro.58 - Ro.63